# Butch Miller
Robert Miller, detto Bob (Auckland, 21 ottobre 1944 – Los Angeles, 2 aprile 2023), è stato un wrestler neozelandese, meglio conosciuto con il ring name Butch Miller. Insieme a Luke Williams formò i Bushwhackers, tag team attivo nella World Wrestling Federation negli anni ottanta e novanta.

## Carriera

### Inizi (1964–1974)
Butch Miller cominciò la sua carriera nel wrestling nella NWA New Zealand (in seguito conosciuta come All-Star Pro Wrestling) nel 1964, dove riscosse grande successo a livello locale. Insieme all'amico Luke Williams, fu portato in America nel 1965 dal collega neozelandese Steve Rickard, che era anche il booker della NWA Hawaii. Inizialmente Luke & Butch lavorarono in Canada nella Stampede Wrestling di Stu Hart, presentati come The Kiwis (Butch era conosciuto come "Nick Carter" e Luke come "Sweet William"). La prima vittoria registrata di un titolo da parte dei Kiwis fu nel 1974, quando la coppia sconfisse Bob Pringle & Bill Cody conquistando lo Stampede International Tag Team Championship il 6 gennaio. I Kiwis persero le cinture in favore di Tokyo Joe & The Great Saki, riconquistandole poco tempo dopo. Furono poi Stan Kowalski & Dutch Savage a sconfiggerli privandoli delle cinture. Tornarono quindi in Nuova Zelanda alla fine del 1975 per la prima messa in onda del programma di wrestling On the Mat.

### The Sheepherders (1979-1981)
Tornando in Nord America alla fine del 1979, lottarono nella NWA Hawaii e successivamente si spostarono nell'Oregon nella Northwest Championship Wrestling di Don Owens, dove ebbero un lungo feud con Roddy Piper & Rick Martel. In questo periodo il tag team cambiò nome da The New Zealand Kiwis a The New Zealand Sheepherders.
La prossima tappa fu la NWA Crockett Promotions a Charlotte, Carolina del Nord, fucina di talenti dove avevano mosso i primi passi wrestler quali Piper, Ric Flair, Ricky Steamboat, Jimmy Snuka, Ray Stevens, e molti altri. Gli Shepherders vinsero i titoli Mid-Atlantic Tag Team battendo Buzz Sawyer & Matt Borne. Successivamente persero le cinture contro Rocky Johnson & The Missing Link.
Gli Sheepherders all'epoca combattevano anche nella World Wrestling Council di Porto Rico con il nome di Los Pastores. Nel breve periodo passato nella WWC, sconfissero leggende locali quali Carlos Colón e Invader I conquistando il WWC North American Tag Team Championship, difendendolo per un mese e mezzo prima di perderlo in favore dei "Los Medicos". I Los Pastores riconquistarono le cinture il 22 maggio, cedendole poi a Jack & Jerry Brisco l'8 agosto 1981.

### Momentanea separazione da Williams (1981-1983)

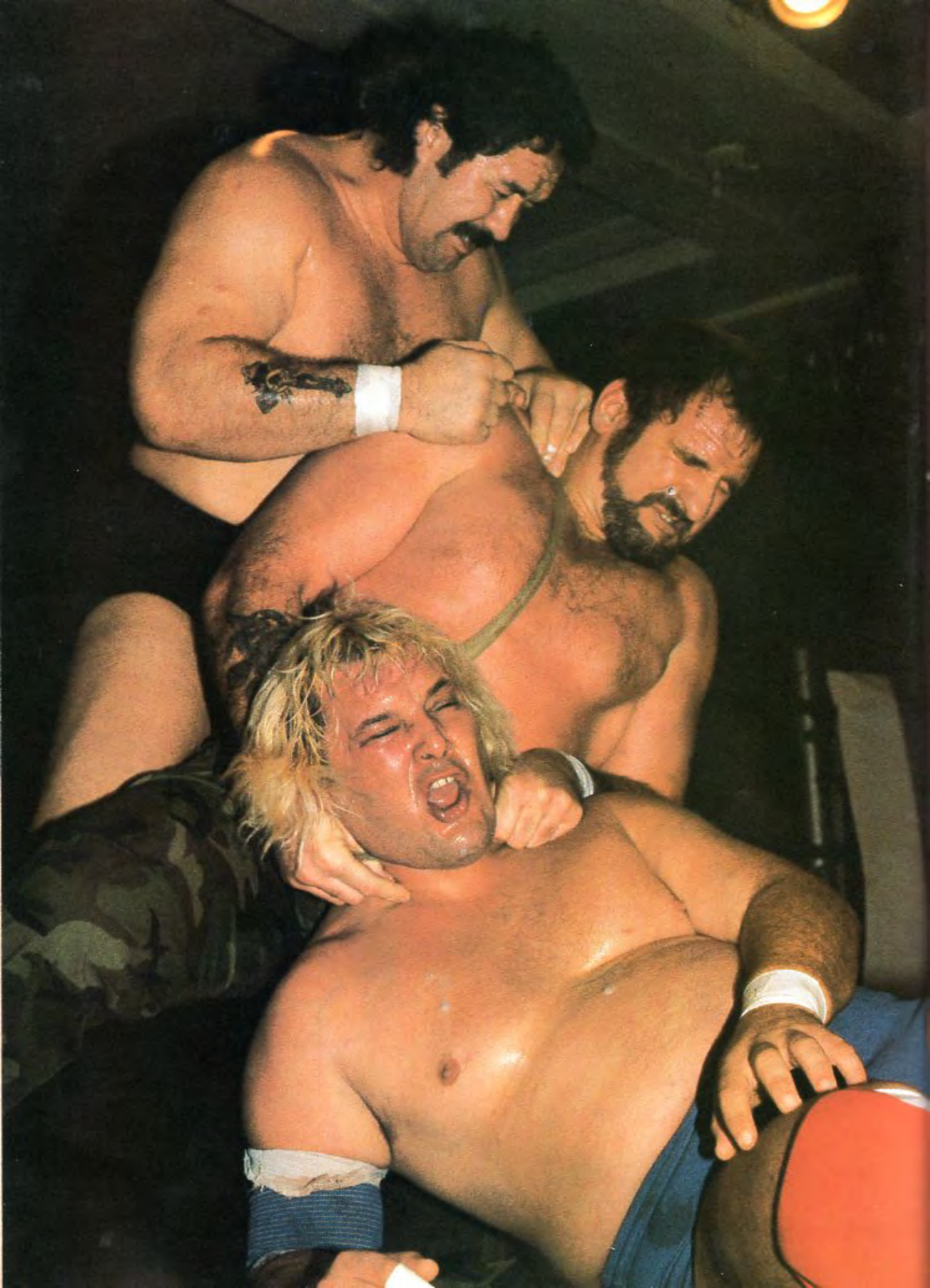
Butch (al centro) contro Manny Fernandez (sopra) e Bobby Jaggers (sotto); 1984 circa

Quando il team lasciò la WWC, Miller decise di voler stare più vicino alla sua famiglia e quindi di andare a combattere in Australia e Nuova Zelanda. Prima che Miller lasciasse, lui e Williams avevano reputazione di wrestler hardcore celebri per i loro sanguinosi e violenti match. Williams rimase negli Stati Uniti, determinato a mantenere vivo il nome The Sheepherders riformando la squadra con "Lord" Jonathan Boyd (ex dei Royal Kangaroos). Il duo composto da Williams e Boyd si guadagnò velocemente la reputazione di tag team violento e selvaggio, che spesso finiva per infortunare i propri avversari.
Nel 1983 Boyd e Williams lavoravano nella Southwest Championship Wrestling quando in giugno, Jonathan Boyd si ruppe una gamba in un incidente stradale. Mentre Boyd era fuori per infortunio, Williams si riunì con il suo vecchio partner di un tempo Butch Miller, appena tornato dall'Australia.
Williams & Miller rimasero nella SWCW per tutto il resto del 1983, e nel 1984, quando il team si trovò ancora una volta faccia a faccia con i Fabulous Ones; la posta in palio era questa volta il SWCW World Tag Team Championship. I Fabulous Ones avevano presumibilmente vinto le cinture in Australia, anche se molti ipotizzarono che il torneo per l'assegnazione dei titoli non ebbe mai luogo e che fu un'invenzione della SWCW. Comunque, gli Sheepherders detronizzarono i campioni il 4 marzo, mantenendo le cinture fino al ritiro ufficiale del titolo da parte della SWCW nel settembre 1984. In seguito Miller & Williams tornarono a Porto Rico a combattere nella WWC, questa volta come "The Sheepherders" (Los Pastores). Il 6 gennaio 1985 sconfissero Invader I & Invader III vincendo il WWC North American Tag Team Championship.

### UWF, NWA Florida,  Jim Crockett Promotions (1986-1988)

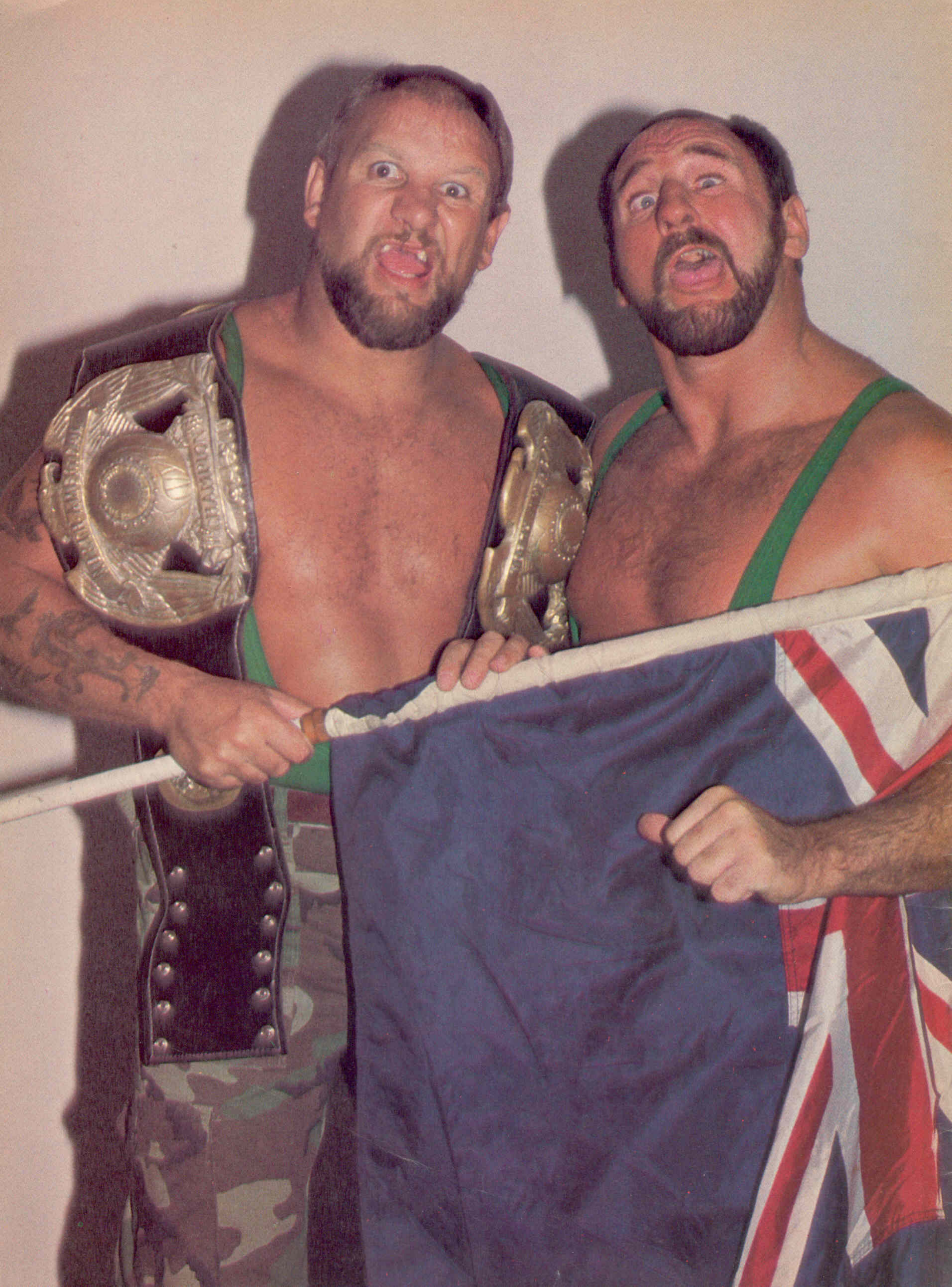
Butch (destra) e Luke (sinistra) con le cinture di campioni WWC World Tag Team; 1985 circa

Quando Williams e Miller tornarono negli Stati Uniti da Porto Rico accasandosi alla UWF di Bill Watts, in poco tempo ricordarono a tutti chi fossero i "veri" Sheepherders sconfiggendo Ted DiBiase & "Dr. Death" Steve Williams per il titolo UWF Tag Team Championship il 16 marzo 1986, cedendolo in seguito agli arci-rivali The Fantastics il 30 marzo a Tulsa. Gli Sheepherders continuarono a lottare nella UWF per un altro paio di anni, trovando il tempo di partecipare alla prima edizione della Jim Crockett Memorial Tag Team Cup, nella quale sconfissero Hector & Chavo Guerrero nel primo round, e i The Rock 'n' Roll Express nel secondo round. Nel terzo round, trovarono come avversari i Fantastics e la contesa terminò con una doppia squalifica. I vincitori del match avrebbero dovuto sfidare i Road Warriors nel successivo round, risultati alla fine vincitori del torneo. Tornati nella UWF in occasione dell'evento "Mid South Superdome Show", gli Sheepherders affrontarono nuovamente i Fantastics; questa volta Williams & Miller persero un "New Zealand Boot Camp" contro di loro. Durante il periodo passato in UWF, gli Sheepherders ebbero ben 37 Barbed-Wire Cage Match con i The Fantastics.
Tornati a Porto Rico nell'estate 1986, il 3 agosto batterono i Rock'N'Roll RPMs (Mike Davis & Tommy Lane) vincendo il titolo WWC World Tag Team Championship. Difesero le cinture per un mese e mezzo circa prima di cederle ai RPMs il 21 settembre. Quando questo breve stint nella WWC ebbe fine, Williams & Miller andarono in Florida a lavorare per la Championship Wrestling from Florida. Qui, gli Sheepherders ritrovarono i vecchi rivali Fabulous Ones, rinfocolando il loro violento feud. Il 7 ottobre, gli Sheepherders misero fine al primo regno da campioni NWA Florida United States Tag Team dei Fabulous Ones, impegnandoli poi in vari rematch fino a quando alla fine Lane & Keirn ebbero la meglio il 30 novembre riconquistando le cinture.
Successivamente, gli Sheepherders tornarono nella CWA di Memphis. Il 10 gennaio, sconfissero Badd Company (Pat Tanaka & Paul Diamond) vincendo i titoli CWA/AWA International Tag Team Championship, ma li cedettero quasi subito ai Badd Company. Dopo il veloce feud con i Badd Company, gli Sheepherders ebbero un'altra ennesima rivalità con i Fabulous Ones.
Dopo Memphis, gli Sheepherders furono invitati dalla New Japan Pro-Wrestling a partecipare all'evento "IWGP Tag Team Title League 1987". Dopo la parentesi in Giappone, decisero di fare ritorno a Porto Rico e alla WWC. Qui ebbero un sanguinoso feud con Chris & Mark Youngblood, che riscosse ampio successo di pubblico. Il 4 aprile Williams & Miller vinsero il WWC World Tag Team Championship.
Il 26 giugno 1987, si aggiudicarono anche il titolo NWA Florida Tag Team sconfiggendo Mike Graham & Steve Keirn.
Dopo la perdita delle cinture NWA Florida, Williams & Miller tornarono nella UWF dove iniziarono un secondo regno come campioni UWF World Tag Team battendo i Lightning Express (Brad Armstrong & Tim Horner) il 16 ottobre. Gli Sheepherders rimasero campioni fino a quando la UWF venne acquisita da Jim Crockett ed annessa alla Jim Crockett Promotions(JCP), per dare vita alla WCW. Quindi, gli Sheepherders si trovarono a lavorare per la JCP, partecipando alla terza edizione della Jim Crockett, Sr. Memorial Tag Team Tournament Cup. Nel torneo, sconfissero The Cruel Connection (#1 (Gary Royal) & #2 (George South)) nel primo round, e poi Tim Horner & Brad Armstrong al secondo round. La sconfitta arrivò per mano dei The Midnight Express (Bobby Eaton & Stan Lane). A Clash of the Champions II, lottarono contro i campioni NWA United States Tag Team, The Fantastics, perdendo il match. A Clash of the Champions III, persero contro Steve Williams & Nikita Koloff, nonostante le interferenze a loro favore di Rip Morgan. Poco tempo dopo, Luke Williams & Butch Miller firmarono un contratto con la World Wrestling Federation di Vince McMahon.

### World Wrestling Federation: The Bushwhackers (1989-1996)
Williams e Miller debuttarono in WWF nel periodo della massima espansione della federazione a livello mondiale, traendo beneficio dalla grande visibilità garantita loro dalla compagnia. Il nome del tag team venne cambiato in The Bushwhackers, e i due adottarono uno stile di lotta meno violento infarcito di siparietti comici che riscossero subito grande successo presso i fan della WWF. Per venire incontro ai vertici della federazione, che prevedevano un intrattenimento per famiglie non troppo violento, la coppia subì una metamorfosi radicale abbandonando del tutto i match hardcore e l'atteggiamento da heel. I due spesso si leccavano l'un l'altro (e leccavano anche i fan, e persino gli avversari in qualche caso), salivano sul ring con esagerati movimenti delle braccia, e si esprimevano con toni gutturali, urli, e grugniti vari. I Bushwhackers debuttarono ufficialmente sul ring in WWF il 3 febbraio 1989 durante una puntata registrata di WWF Superstars of Wrestling.
Solamente pochi giorni dopo il loro arrivo in WWF, i Bushwhackers ebbero il loro primo match contro un tag team che avrebbero poi incontrato numerose volte nel seguente anno e mezzo, i The Bolsheviks (Boris Zhukov & Nikolai Volkoff). In febbraio iniziarono un feud con The Fabulous Rougeau Brothers, prima faida di una certa importanza alla quale presero parte nella federazione. Le due coppie si sarebbero confrontate anche a WrestleMania V dove i Bushwhackers uscirono vittoriosi. L'incontro a WrestleMania non sancì comunque la fine del feud e i due team si incontrarono ancora a Saturday Night's Main Event, dove furono ancora i Bushwhackers a prevalere. Altri scontri si ebbero a Survivor Series 1989 e alla Royal Rumble 1990. In entrambi i casi, anche questa volta vinsero i Bushwhackers.
Durante questo periodo i Bushwhackers iniziarono ad essere impiegati in segmenti comici che, abitualmente, coinvolgevano l'annunciatore "Mean" Gene Okerlund, disgustato e scioccato dalle rozze e selvagge abitudini di Butch & Luke (come mangiare pesce crudo in diretta, ecc.). Spesso queste scenette facevano da "collante" tra un match e l'altro.
Molto in fretta, i Bushwhackers divennero una delle coppie "face" più celebri della federazione, ma non si discostarono mai dalla status di mid-carder e non furono mai presi in considerazione come seri pretendenti a titoli importanti. Nel 1990 ebbero un feud con i Rhythm and Blues (The Honky Tonk Man & Greg Valentine). A WrestleMania VI, Butch e Luke attaccarono a sorpresa Honky Tonk Man e Valentine fracassando le loro chitarre tra le grida di approvazione del pubblico. Successivamente la coppia venne usata specialmente per mettere in luce tag team emergenti composti da personaggi heel come gli Orient Express (Pat Tanaka & Akio Sato), contro i quali perdevano regolarmente. Il feud con gli Orient Express culminò al ppv Survivor Series 1990 dove Williams & Miller fecero squadra con Nikolai Volkoff e Tito Santana per formare il team "The Alliance" e scontrarsi con Sgt. Slaughter, Boris Zhukov e Orient Express ("The Mercenaries"). I Bushwhackers eliminarono gli Orient Express prima di essere eliminati a loro volta.
Alla Royal Rumble 1991, Luke Williams resistette sul ring per soli 4 secondi stabilendo un record negativo. Salito sul ring, venne immediatamente gettato fuori da Earthquake, e senza fare una piega se ne tornò nel backstage continuando a camminare con la sua caratteristica andatura a braccia alzate. Successivamente, i Bushwhackers sfidarono senza successo i Nasty Boys, all'epoca campioni WWF World Tag Team in carica. Nel corso di un 6 man tag-team match che vedeva i Bushwhackers e Tugboat contro Earthquake e Nasty Boys, Tugboat tradì i compagni effettuando un turn heel dopo pochi minuti dall'inizio del match unendosi a Earthquake nel picchiare Butch & Luke. Dopo il tradimento, Tugboat cambiò nome in Typhoon e formò i "Natural Disasters" insieme a Earthquake e con manager Jimmy Hart. I Bushwhackers si scontrarono con i Natural Disasters ma furono sconfitti in poco tempo a SummerSlam 1991 venendo letteralmente spazzati via dai due pesi massimi. Dopo aver distrutto i Bushwhackers, i Disasters presero di mira André the Giant che era a bordo ring in stampelle e stava riprendendosi da un infortunio provocatogli da Earthquake poco tempo prima. L'aggressione venne fermata dai Legion of Doom.
Williams & Miller iniziarono poi un nuovo feud con i Beverly Brothers (Blake & Beau). I due team si scontrarono a Survivor Series 1991, dove prevalsero i Beverly Brothers. Il manager dei Beverly, The Genius, continuava ad interferire nei match e allora i Bushwhackers si procurarono un loro proprio manager a modo loro, e trovarono il nerd "Jamison". Nonostante l'aggiunta di Jamison, i Beverly Brothers sconfissero i Bushwhackers al ppv Royal Rumble 1992. I Bushwhackers si presero una parziale rivincita sconfiggendo i Beverly nel corso di un "dark match" a WrestleMania VIII.
Nel 1993, i Bushwhackers furono utilizzati per "lanciare" i debuttanti The Headshrinkers (Fatu & Samu) e fecero qualche apparizione in scenette comiche che coinvolsero il wrestler midget "Tiger Jackson" (successivamente "Dink The Clown") in match contro i Beverly Brothers e "Little" Louie (altro midget).
In agosto, i Bushwhackers apparvero a Porto Rico nel corso dell'evento WWC 20th Anniversary dove sconfissero Mr. Hughes & The Warlord. Quando il team tornò negli Stati Uniti, Williams & Miller aiutarono Doink the Clown durante la sua rivalità con Bam Bam Bigelow. Parteciparono alle Survivor Series 1993 truccati come Doink, ed insieme a lui, e ai Men on a Mission, sconfissero Bigelow, Bastion Booger e The Headshrinkers in un match farsa più improntato alla comicità che al wrestling vero e proprio. Nel 1994, i Bushwhackers iniziarono una nuova rivalità con gli Heavenly Bodies (Tom Prichard & Jimmy Del Ray), perdendo contro di essi un dark match disputatosi a WrestleMania X.
Nel marzo 1996, i Bushwhackers tornarono in WWF dopo una pausa di 6 mesi per prendere parte al torneo che avrebbe assegnato i titoli di coppia vacanti. Butch & Luke furono sconfitti al primo round dai The Bodydonnas (Skip & Zip) che si sarebbero poi laureati campioni tag team. Al loro ritorno nella federazione, i Bushwhackers modificarono leggermente i loro personaggi; ora non venivano più accreditati come provenienti dalla Nuova Zelanda, ma bensì dall'Australia, e si presentavano sul ring con un canguro gigante come mascotte (in realtà un tizio mascherato da canguro). Il 14 settembre, i Bushwhackers fecero la loro ultima apparizione in WWF, venendo poco tempo dopo licenziati dalla federazione alla scadenza del loro contratto.

### Periodo post-WWF
Dopo l'uscita dalla WWF, il duo fece qualche apparizione nel circuito indipendente, incluso un ritorno nella WWC in occasione del 24th Anniversary Show, dove, presentati come Sheepherders, lottarono contro gli antichi rivali Invaders I & II. Inoltre presero parte a un evento speciale svoltosi ad Amarillo in Texas per celebrare "i 50 anni di carriera di Terry Funk" dove persero un match contro Mark & Chris Youngblood. Nel 1998, lottarono in un paio di occasioni nella ECW come Luke & Butch Dudley, tag team alleato dei Dudley Boyz.
Nel 1999, i Bushwhackers parteciparono al ppv "wrestling nostalgia" Heroes of Wrestling, dove Williams e Miller sconfissero The Iron Sheik e Nikolai Volkoff.
Luke Williams & Butch Miller fecero una delle loro ultime apparizioni sul ring il 1º aprile 2001 quando presero parte alla "Gimmick Battle Royal" di WrestleMania X-Seven. Il 15 giugno si recarono a Memphis per l'ultima volta, combattendo contro i Moondogs un match terminato in doppia squalifica all'evento Mid-South Clash of the Legends.
Nel 2001 Butch Miller si ritirò dal ring per motivi di salute e tornò a vivere in Nuova Zelanda. Luke Williams continuò a lavorare dietro le quinte nell'ambiente del wrestling a Porto Rico. Nel 2008 Williams tornò sporadicamente a combattere sul ring in alcune federazioni del circuito indipendente.

## Morte
Da anni sofferente per problemi di salute, Miller morì in ospedale a Los Angeles il 2 aprile 2023, all'età di 78 anni. Era arrivato in città per partecipare alle cerimonie in occasione di WrestleMania 39.

## Personaggio
Mosse finali
- Battering ram[41] (con Luke Williams)
- Double gutbuster[41] (con Luke Williams)

Manager
- Jonathan Boyd
- Lady Maxine
- Don Carson
- Jamison (John DiGiacamo)
- André the Giant
- Johnny Ace

## Titoli e riconoscimenti
Allied Powers Wrestling Federation
- APWF Tag Team Championship (1) - con Luke Williams

Can-Am Wrestling
- Can-Am Tag Team Championship (1) - con Luke Williams

Championship Wrestling from Florida
- NWA Florida Tag Team Championship (1) - con Luke Williams
- NWA United States Tag Team Championship (Florida version) (1) - con Luke Williams

International Wrestling Association
- IWA Tag Team Championship (1) - con Luke Williams

Jim Crockett Promotions
- NWA Mid-Atlantic Tag Team Championship (1) - con Luke Williams

NWA All-Star Wrestling
- NWA Canadian Tag Team Championship (Vancouver version) (1) - con Luke Williams

Pacific Northwest Wrestling
- NWA Pacific Northwest Tag Team Championship (3) - con Luke Williams

Pro Wrestling Illustrated
- 493º tra i 500 migliori wrestler singoli nella PWI 500
- 71º tra i 500 migliori tag team nella PWI 500

Southwest Championship Wrestling
- SCW Southwest Tag Team Championship (1) - con Luke Williams
- SCW World Tag Team Championship (1) - con Luke Williams

Stampede Wrestling
- Stampede Wrestling International Tag Team Championship (2) - con Luke Williams

Ultimate Championship Wrestling
- UCW Tag Team Championship (1) - con Luke Williams

United States Wrestling League
- USWL Tag Team Championship (1) - con Luke Williams

Universal Wrestling Federation
- UWF World Tag Team Championship (2) - con Luke Williams

WWE
- WWE Hall of Fame (Classe 2015)